# Ludowinka
Ludowinka – wieś w Polsce położona w województwie łódzkim, w powiecie łaskim, w gminie Wodzierady.
Przez wieś przebiega droga powiatowa nr 04911E pokryta asfaltem.
W latach 1975–1998 miejscowość administracyjnie należała do województwa sieradzkiego.